# Anand Amritraj
Anand Amritraj (Tamil ஆனந்த் அம்ரித்ராஜ்; * 20. März 1951 in Madras) ist ein ehemaliger indischer Tennisspieler.

## Karriere
Anand Amritraj war in seiner Jugend indischer Juniorenmeister im Tennis.
Sein größter Einzelerfolg bei einem Grand-Slam-Turnier gelang ihm bei den US Open, als er 1974 nach einem Sieg über Manuel Orantes die dritte Runde erreichte; hier schied er gegen Syd Ball aus. Platz 74 in der Weltrangliste wurde in diesem Jahr seine höchste Platzierung.
Größere Erfolge als im Einzel feierte er im Doppel. In den ersten Jahren trat er meist an der Seite seines jüngeren Bruders Vijay an. Bis Ende 1975 erreichten die beiden 10 Turnierfinals, wovon sie vier gewinnen konnten. In Wimbledon erreichten sie 1976 zusammen das Halbfinale, in dem sie den topgesetzten und späteren Turniersiegern Brian Gottfried und Raúl Ramírez unterlagen. Auf dem Weg zum Halbfinale besiegten sie unter anderem die Südafrikaner Bob Hewitt und Frew McMillan. 1977 war Platz 24 im Doppel seine höchste Notierung.
Im Jahr 1988 traten die Brüder Amritraj im Doppel der Olympischen Spiele an. In der zweiten Runde schieden sie gegen das tschechoslowakische Doppel Miloslav Mečíř und Milan Šrejber aus.
Anand Amritraj trat zwischen 1968 und 1988 in 40 Begegnungen für die indische Davis-Cup-Mannschaft an. Er gewann 32 seiner 62 Partien. Der größte Erfolg mit dem Team war die Finalteilnahme beim Davis Cup 1987, welches gegen die schwedische Davis-Cup-Mannschaft 0:5 verloren wurde.
1990 nahm er letztmals an mehreren Turnieren teil. Danach spielte er bis 1997 noch sporadisch Turniere, hauptsächlich in seinem Heimatland.
Nach seiner aktiven Tenniskarriere war er ab 2013 Teamkapitän der indischen Davis-Cup-Mannschaft. Ende 2016 übernahm Mahesh Bhupathi von ihm dieses Amt.

## Privates
Anand Amritraj wuchs mit seinen Brüdern Ashok und Vijay auf, die ebenfalls Tennisspieler waren. Sein Sohn Stephen, der ebenfalls Tennis spielte, ist mit der ehemaligen Top 20-Tennisspielerin Alison Riske-Amritraj verheiratet. Auch der Sohn von Vijay, Prakash Amritraj, war Tennisprofi.

## Erfolge
| Legende                 |
| Grand Slam              |
| Grand Prix (12)         |
| ATP Challenger Tour (4) |

| ATP-Titel nach Belag |
| Hartplatz (2)        |
| Sand (2)             |
| Rasen (1)            |
| Teppich (7)          |

### Doppel

#### Turniersiege

##### ATP Tour
| Nr. | Datum              | Turnier      | Belag         | Doppelpartner  | Finalgegner                   | Ergebnis      |
| --- | ------------------ | ------------ | ------------- | -------------- | ----------------------------- | ------------- |
| 1.  | 17. November 1973  | Christchurch | Hartplatz (i) | Fred McNair    | Jürgen Faßbender Jeff Simpson | kampflos      |
| 2.  | 18. August 1974    | Columbus     | Hartplatz     | Vijay Amritraj | Tom Gorman Bob Lutz           | kampflos      |
| 3.  | 17. November 1974  | Mumbai       | Sand          | Vijay Amritraj | Dick Crealy Onny Parun        | 6:4, 7:6      |
| 4.  | 30. März 1975      | Atlanta      | Teppich (i)   | Vijay Amritraj | Mark Cox Cliff Drysdale       | 6:4, 7:6      |
| 5.  | 21. September 1975 | Los Angeles  | Teppich (i)   | Vijay Amritraj | Cliff Drysdale Marty Riessen  | 7:6, 4:6, 6:4 |
| 6.  | 14. März 1976      | Memphis      | Teppich (i)   | Vijay Amritraj | Marty Riessen Roscoe Tanner   | 6:3, 6:4      |
| 7.  | 18. Juni 1977      | Queen’s Club | Rasen         | Vijay Amritraj | John Lloyd David Lloyd        | 6:1, 6:2      |
| 8.  | 1. Oktober 1978    | Mexiko-Stadt | Teppich (i)   | Vijay Amritraj | Fred McNair Raúl Ramírez      | 6:4, 7:5      |
| 9.  | 4. Mai 1980        | São Paulo    | Teppich (i)   | Fritz Buehning | David Carter Chris Lewis      | 7:6, 6:2      |
| 10. | 7. November 1982   | Baltimore    | Teppich (i)   | Tony Giammalva | Vijay Amritraj Fred Stolle    | 7:5, 6:2      |
| 11. | 5. Dezember 1982   | Chicago      | Teppich (i)   | Vijay Amritraj | Mike Cahill Bruce Manson      | 3:6, 6:2, 6:3 |
| 12. | 17. Juli 1983      | Stuttgart    | Sand          | Mike Bauer     | Pavel Složil Tomáš Šmíd       | 4:6, 6:3, 6:2 |

##### Challenger Tour
| Nr. | Datum            | Turnier  | Belag     | Doppelpartner        | Finalgegner                           | Ergebnis      |
| --- | ---------------- | -------- | --------- | -------------------- | ------------------------------------- | ------------- |
| 1.  | 9. Dezember 1979 | Austin   | Hartplatz | John Austin          | Steve Denton Mark Turpin              | 6:1, 6:2      |
| 2.  | 9. Mai 1982      | Solihull | Sand      | Brad Guan            | Andrew Jarrett Jonathan Smith         | 6:4, 3:6, 6:3 |
| 3.  | 2. März 1985     | Kairo    | Sand      | Lloyd Bourne         | Trevor Allan Alberto Tous             | 6:4, 2:6, 7:5 |
| 4.  | 8. Februar 1987  | Nairobi  | Sand      | Srinivasan Vasudevan | Antonio Altobelli Giovanni Lelli Mami | 6:3, 6:4      |

#### Finalteilnahmen
| Nr. | Datum             | Turnier        | Belag       | Doppelpartner      | Finalgegner                     | Ergebnis      |
| --- | ----------------- | -------------- | ----------- | ------------------ | ------------------------------- | ------------- |
| 1.  | 20. Oktober 1973  | Neu-Delhi      | Rasen       | Vijay Amritraj     | Jim McManus Raúl Ramírez        | 2:6, 4:6      |
| 2.  | 25. August 1974   | South Orange   | Rasen       | Vijay Amritraj     | Brian Gottfried Raúl Ramírez    | 6:7, 7:6, 6:7 |
| 3.  | 16. Februar 1975  | Toronto        | Teppich (i) | Vijay Amritraj     | Dick Stockton Erik van Dillen   | 4:6, 5:7, 1:6 |
| 4.  | 16. März 1975     | Washington     | Teppich (i) | Vijay Amritraj     | Mike Estep Jeff Simpson         | 6:75, 3:6     |
| 5.  | 3. August 1975    | Louisville (1) | Sand        | Vijay Amritraj     | Wojciech Fibak Guillermo Vilas  | kampflos      |
| 6.  | 23. November 1975 | Kalkutta       | Teppich (i) | Vijay Amritraj     | Juan Gisbert Manuel Orantes     | 6:1, 4:6, 3:6 |
| 7.  | 14. November 1976 | Hongkong       | Hartplatz   | Ilie Năstase       | Hank Pfister Butch Walts        | 4:6, 2:6      |
| 8.  | 21. November 1976 | Manila         | Sand        | Corrado Barazzutti | Ross Case Geoff Masters         | 0:6, 1:6      |
| 9.  | 21. Januar 1979   | Baltimore      | Teppich (i) | Cliff Drysdale     | Marty Riessen Sherwood Stewart  | 6:7, 4:6      |
| 10. | 25. März 1979     | San José (1)   | Hartplatz   | Colin Dibley       | Ion Țiriac Guillermo Vilas      | 4:6, 6:2, 4:6 |
| 11. | 15. April 1979    | Kairo          | Teppich (i) | Vijay Amritraj     | Peter McNamara Paul McNamee     | 5:7, 4:6      |
| 12. | 19. August 1979   | Stowe          | Hartplatz   | Colin Dibley       | Mike Cahill Steve Krulevitz     | 5:7, 4:6      |
| 13. | 16. März 1980     | San José (2)   | Hartplatz   | Nick Saviano       | Jaime Fillol Álvaro Fillol      | 2:6, 6:7      |
| 14. | 20. April 1980    | Los Angeles    | Hartplatz   | John Austin        | Brian Teacher Butch Walts       | 2:6, 4:6      |
| 15. | 24. August 1980   | Atlanta        | Hartplatz   | John Austin        | Tom Gullikson Butch Walts       | 7:6, 6:7, 5:7 |
| 16. | 12. April 1981    | Houston        | Sand        | Fred McNair        | Mark Edmondson Sherwood Stewart | 4:6, 3:6      |
| 17. | 9. August 1981    | Columbus       | Hartplatz   | Vijay Amritraj     | Bruce Manson Brian Teacher      | 1:6, 1:6      |
| 18. | 27. Februar 1983  | Delray Beach   | Sand        | Johan Kriek        | Pavel Složil Tomáš Šmíd         | 6:7, 4:6      |